# 유영학
유영학(劉永學, 1956년 9월 19일 ~ , 서울)은 대한민국의 공무원으로 이명박 정부 시기에 보건복지부차관을 지냈다.

## 학력
- 경북고등학교 졸업
- 고려대학교 행정학 학사
- 버클리 대학교 대학원 사회복지학 석사

## 경력
- 1979년 : 제22회 행정고시 합격
- 1989년 : 보건사회부 연금제도과 행정사무관
- 1993년 ~ 1995년 : 세계보건기구 서태평양지역사무처 파견근무
- 1995년 ~ 1997년 : 보건복지부 질병관리과장
- 1997년 ~ 1999년 : 대통령비서실 근무
- 1999년 12월 ~ 2000년 : 보건복지부 공보관
- 2001년 : 주 미국 대사관 참사관
- 2004년 ~ 2005년 1월 : 보건복지부 사회복지정책실 인구가정심의관
- 2005년 1월 : 보건복지부 한방정책관
- 2007년 3월 ~ 2008년 3월 : 보건복지부 정책홍보관리실장
- 2008년 3월 ~ 2008년 10월 : 보건복지가족부 기획조정실장
- 2008년 10월 ~ 2010년 8월 : 보건복지가족부 차관
- 2012년 1월 ~ 2017년 12월 : 현대차정몽구재단 이사장
- 2018년 1월 ~ : 법무법인 율촌 상임고문

## 수상
- 1992년 : 대통령표창
- 2006년 : 홍조근정훈장
- 2012년 : 황조근정훈장

| 전임 이봉화 | 제2대 보건복지가족부 차관 2008년 10월 22일 ~ 2010년 3월 19일 | 후임 유영학 (보건복지부 차관) |

| 전임 유영학 (보건복지가족부 차관) | 제2대 보건복지부 차관 2010년 3월 19일 ~ 2010년 8월 16일 | 후임 최원영 |